# Corticosteroide

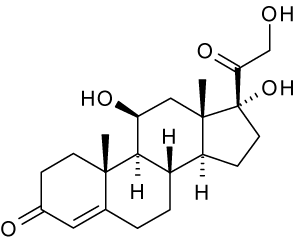
Struttura chimica del cortisolo, principale glucocorticoide prodotto dalla corteccia surrenale

I corticosteroidi sono un gruppo di ormoni, prodotti dalla corteccia delle ghiandole surrenali, appartenenti alla classe degli steroidi. Si possono far derivare tutti da successive degradazioni della catena laterale del colesterolo.
Sono coinvolti in una varietà di meccanismi fisiologici, inclusi quelli che regolano l'infiammazione, il sistema immunitario, il metabolismo dei carboidrati, delle proteine, il livello di elettroliti nel sangue. 
Hanno una molecola di struttura caratteristica, il nucleo steroideo, che è la stessa degli ormoni sessuali maschili e femminili (rispettivamente testosterone e progesterone/estradiolo).
Sono utilizzati per le loro proprietà antinfiammatorie e immunosoppressive e per i loro effetti sul metabolismo. Si dividono in:
- Glucocorticoidi come il cortisolo che controlla il metabolismo di carboidrati, lipidi e proteine
- Mineralcorticoidi come l'aldosterone che controlla i livelli di elettroliti e la quantità di acqua presenti nel sangue

Qualche esempio di comuni ormoni naturali sono il corticosterone (C21H30O4), il cortisone (C21H28O5, 17-idrossi-11-deidrocorticosterone) e l'aldosterone.

## Usi
I corticosteroidi hanno la proprietà di ridurre le infiammazioni e alcune reazioni allergiche: trovano, in particolare, impiego per le eruzioni cutanee.
I glicocorticoidi sintetici sono usati nelle artriti, asma, epatiti, lupus eritematoso, ulcere. Corticosteroidi sono usati poi nella prevenzione della nausea.

## Effetti collaterali
I corticosteroidi esogeni, in correlazione con le azioni farmacologiche, possono ridurre la risposta immunitaria verso le infezioni, sopprimere la capacità di produzione endogena degli stessi (per meccanismo di risposta che provoca l'atrofia della corticale del surrene) e provocare effetti metabolici sull'equilibrio idro-elettrolitico. 
Tra gli effetti collaterali dei mineralcorticoidi ci sono l'ipertensione arteriosa, un abbassamento dei livelli di potassio nel sangue, ipernatriemia (alti livelli di sodio nel sangue), edemi periferici e osteoporosi.
Gli effetti collaterali dei glucocorticoidi comprendono diabete mellito tramite aumento dell'insulinoresistenza, iperglicemia, ipernatriemia, infezioni, retinopatia, ipertensione arteriosa, inibizione della sintesi di T3 e di testosterone, sindrome di Cushing, miopatia, malattia di Addison (dopo l'uso), osteoporosi, impotenza, perdita della libido, insonnia, ansia e depressione.
C'è anche da dire che dopo una terapia di glucocorticoidi i surreni possono diventare ipofunzionanti e causare la malattia di Addison, in più è necessario diminuire le dosi gradualmente perché la crisi di astinenza da glucocorticoidi può essere letale. 
Si è recentemente verificato che i corticosteroidi possono causare permanenti danni alla retina. Una varietà di prodotti contengono corticosteroidi come spray anti-allergici (Nasonex, Flonase), creme per la pelle, gocce per gli occhi.

## Documenti di sintesi
Position paper congiunto di Associazione Italiana di Oncologia Medica (AIOM), Associazione Medici Diabetologi (AMD), Società Italiana di Endocrinologia (SIE) e Società Italiana Farmacologia (SIF) sull'uso dei corticosteroidi in oncologia. 

## Composti di interesse farmacologico
- Clobetasolo propionato
- Loteprednolo
- Desossimetasone
- Isoflupredone